# ناثان ستيوارت جاريت
ناثان ستيوارت جاريت (بالإنجليزية: Nathan Stewart-Jarrett)‏ هو ممثل بريطاني ولد في 4 ديسمبر 1985 بمدينة لندن.

## وصلات خارجية
- ناثان ستيوارت جاريت على موقع IMDb (الإنجليزية)
- ناثان ستيوارت جاريت على موقع ألو سيني (الفرنسية)
- ناثان ستيوارت جاريت على موقع ميوزك برينز (الإنجليزية)
- ناثان ستيوارت جاريت على موقع أول موفي (الإنجليزية)
- ناثان ستيوارت جاريت على موقع قاعدة بيانات برودواي على الإنترنت (الإنجليزية)
- ناثان ستيوارت جاريت على موقع قاعدة بيانات الفيلم (الإنجليزية)
- ناثان ستيوارت جاريت على موقع كينوبويسك (الروسية)